# Coupe de France masculine de water-polo 2011
Navigation
Coupe de France 2010
L'édition 2011 de la coupe de France de water-polo a lieu en octobre 2011 à Nice, dans les Alpes-Maritimes. Elle est remportée par le tenant du titre, le Cercle des nageurs de Marseille.

## Organisation
La coupe de France ouvre la saison 2011-2012 des championnats élite et de national 1, respectivement la première et la deuxième division française.
Peuvent y participer les clubs de l'élite dans leur liste 2010-2011. Un tour préliminaire est organisé les 24 et 25 septembre à Lille pour qualifier un de national 1 du championnat 2010-2011 parmi les trois qui se sont engagés, dans l'ordre du classement 2010-2011 : le Cercle des nageurs noiséens, champion de N1, le Cercle des nageurs de la Marne Charenton (cinquième) et les Enfants de Neptune de Tourcoing Lille Métropole (huitième).
Au tour final, joué du 14 au 16 octobre dans la piscine Jean-Bouin, à Nice, les trois premiers du championnat élite 2009-2010 sont directement qualifiés pour les quarts de finale, ainsi que le cinquième, Dauphins FC Sète, en remplacement du Cercle des nageurs d’Aix-les-Bains, absent.

## Tour préliminaire de national 1
Le premier du tour préliminaire entre les trois équipes engagées de national 1, joué les 24 et 25 septembre à Lille, se qualifient pour les huitièmes de finale de la coupe de France masculine.
| Rang | Équipe                                          | Pts | J | G | N | P | Bp | Bc | Diff |
| ---- | ----------------------------------------------- | --- | - | - | - | - | -- | -- | ---- |
| 1    | Enfants de Neptune de Tourcoing Lille Métropole | 6   | 2 | 2 | 0 | 0 | 22 | 15 | +7   |
| 2    | Cercle des nageurs noiséens                     | 3   | 2 | 1 | 0 | 1 | 16 | 15 | +1   |
| 3    | Cercle des nageurs de la Marne Charenton        | 0   | 2 | 0 | 0 | 2 | 14 | 22 | -8   |

| Date         |                                                 | Score |                                          | Quarts-temps          |
| ------------ | ----------------------------------------------- | ----- | ---------------------------------------- | --------------------- |
| 24 septembre | Enfants de Neptune de Tourcoing Lille Métropole | 9-7   | Cercle des nageurs noiséens              | 2-2 ; 2-2 ; 3-2 ; 2-1 |
| 25 septembre | Cercle des nageurs de la Marne Charenton        | 6-9   | Cercle des nageurs noiséens              | 2-3 ; 1-0 ; 3-3 ; 0-3 |
| 25 septembre | Enfants de Neptune de Tourcoing Lille Métropole | 13-8  | Cercle des nageurs de la Marne Charenton | 1-3 ; 5-1 ; 2-3       |

## Phase finale
D'après le nombre de participants, la Fédération décide d’organiser un premier tour en deux poules au lieu des huitièmes de finale à élimination directe. Les deux premiers de la poule B se qualifient pour les quarts de finale. Le dernier de ce groupe joue un barrage contre le deuxième de la poule A pour la dernière place en quart.

### Poule A
| Rang | Équipe                            | Pts | J | G | N | P | Bp | Bc | Diff |
| ---- | --------------------------------- | --- | - | - | - | - | -- | -- | ---- |
| 1    | Aix-en-Provence Natation          | 3   | 1 | 1 | 0 | 0 | 11 | 10 | +1   |
| 2    | Société de natation de Strasbourg | 0   | 1 | 0 | 0 | 1 | 10 | 11 | -1   |

| Date            |                                   | Score |                          | Quarts-temps |
| --------------- | --------------------------------- | ----- | ------------------------ | ------------ |
| 14 octobre 2011 | Société de natation de Strasbourg | 10-11 | Aix-en-Provence Natation | - ; -        |

### Poule B
| Rang | Équipe                                          | Pts | J | G | N | P | Bp | Bc | Diff |
| ---- | ----------------------------------------------- | --- | - | - | - | - | -- | -- | ---- |
| 1    | Francs nageurs cheminots de Douai               | 6   | 2 | 2 | 0 | 0 | 24 | 14 | +10  |
| 2    | Enfants de Neptune de Tourcoing Lille Métropole | 3   | 2 | 1 | 0 | 1 | 15 | 20 | -5   |
| 3    | Taverny Sports nautiques 95                     | 0   | 2 | 0 | 0 | 2 | 14 | 19 | -5   |

| Date       |                                   | Score |                                                 | Quarts-temps |
| ---------- | --------------------------------- | ----- | ----------------------------------------------- | ------------ |
| 14 octobre | Taverny Sports nautiques 95       | 7-8   | Enfants de Neptune de Tourcoing Lille Métropole | - ; -        |
| 14 octobre | Taverny Sports nautiques 95       | 7-11  | Francs nageurs cheminots de Douai               | - ; -        |
| 14 octobre | Francs nageurs cheminots de Douai | 13-7  | Enfants de Neptune de Tourcoing Lille Métropole | - ; -        |

## Phase à élimination directe
| Date n°          |                                                 | Score |                                 | Quarts-temps |
| ---------------- | ----------------------------------------------- | ----- | ------------------------------- | ------------ |
| Barrage          |                                                 |       |                                 |              |
| 15 octobre       | Société de natation de Strasbourg               | 8-9   | Taverny Sports nautiques 95     | - ; -        |
| Quarts de finale |                                                 |       |                                 |              |
| 15 octobre       | Francs nageurs cheminots de Douai               | 6-13  | Olympic Nice Natation           | - ; -        |
| 15 octobre       | Aix-en-Provence Natation                        | 7-18  | Dauphins FC Sète                | - ; -        |
| 15 octobre       | Taverny Sports nautiques 95                     | 8-24  | Cercle des nageurs de Marseille | - ; -        |
| 15 octobre       | Enfants de Neptune de Tourcoing Lille Métropole | 2-12  | Montpellier Water-Polo          | - ; -        |
| Demi-finales     |                                                 |       |                                 |              |
| 15 octobre       | Dauphins FC Sète                                | 8-19  | Cercle des nageurs de Marseille | - ; -        |
| 15 octobre       | Olympic Nice natation                           | 12-7  | Montpellier Water-Polo          | - ; -        |
| Finale           |                                                 |       |                                 |              |
| 16 octobre       | Olympic Nice natation                           | 11-12 | Cercle des nageurs de Marseille | - ; -        |

## Matches de classement
Les éliminés de la phase finale s'affrontent pour leur place dans le classement final selon le niveau d'élimination : pour les 9e à 12e places pour les perdants des huitièmes de finale, 5e à 8e place pour ceux des quarts et pour la troisième place pour ceux des demi-finales.
| Date             |                             | Score |                                                 | Quarts-temps |
| ---------------- | --------------------------- | ----- | ----------------------------------------------- | ------------ |
| 3e/4e            |                             |       |                                                 |              |
| 16 octobre       | Dauphins FC Sète            | 10-11 | Montpellier Water-Polo                          | - ; -        |
| 5e/8e            |                             |       |                                                 |              |
| 15 octobre       | Aix-en-Provence Natation    | 3-10  | Francs nageurs cheminots de Douai               | - ; -        |
| 15 octobre       | Taverny Sports nautiques 95 | 8-7   | Enfants de Neptune de Tourcoing Lille Métropole | - ; -        |
| 16 octobre 5e/6e | Taverny Sports nautiques 95 | 3-15  | Francs nageurs cheminots de Douai               | - ; -        |
| 16 octobre 7e/8e | Aix-en-Provence Natation    | 10-8  | Enfants de Neptune de Tourcoing Lille Métropole | - ; -        |

## Classement final
Classement de la compétition après la phase finale et les matches de classement.
| Rang | Équipes                                         |
| ---- | ----------------------------------------------- |
| 1    | Cercle des nageurs de Marseille                 |
| 2    | Olympic Nice natation                           |
| 3    | Montpellier Water-Polo                          |
| 4    | Dauphins FC Sète                                |
| 5    | Francs nageurs cheminots de Douai               |
| 6    | Taverny Sports nautiques 95                     |
| 7    | Aix-en-Provence Natation                        |
| 8    | Enfants de Neptune de Tourcoing Lille Métropole |